# 333110 Lupe
333110 Lupe è un asteroide della fascia principale. Scoperto nel 2007, presenta un'orbita caratterizzata da un semiasse maggiore pari a 2,354925 au e da un'eccentricità di 0,147614, inclinata di 5,524156° rispetto all'eclittica. 